# Effectieve vraag
De effectieve vraag is de totale voorgenomen economische vraag naar goederen en diensten in een samenleving gedurende een jaar. Totaal houdt in dat alle relevante vraagsectoren binnen de economie worden meegeteld. Dit zijn de gezinnen die consumeren (C), de bedrijven die investeren (I), de overheidsbestedingen (O) van de overheid en de vraag uit het buitenland, het saldo van de export (E) en de import (M). Voorgenomen betekent dat de plannen van de sectoren niet alleen door hen gewenst zijn, maar ook daadwerkelijk worden uitgevoerd. Effectieve vraag is een ex ante begrip. Het begrip effectieve vraag staat centraal in de door de Britse econoom John Maynard Keynes ontwikkelde kortetermijnmodellen van de economie. Volgens hem bepaalde de effectieve vraag de hoogte van het nationaal product (en daarmee het nationaal inkomen). Deze modellen vormden de basis van de keynesiaanse theorie, waarin een oplossing werd gegeven voor de werkloosheid van de Grote Depressie van de jaren 1930. Na de Tweede Wereldoorlog zijn de modellen uitgebreid voor situaties van overbesteding en absolute kapitaalschaarste, waarbij de grens van de productiecapaciteit wordt bepaald door de kapitaalgoederenvoorraad.

## De effectieve vraag in een keynesiaans korte-termijnvraagmodel

### Ex ante
Ex ante geldt dat de effectieve vraag (EV) gelijk is aan: C + I + O + (E - M).
- C staat voor (voorgenomen) consumptieve vraag van de gezinnen.
- I staat voor de (voorgenomen) investeringen van de bedrijven (ondernemingen). Het betreft alleen de investeringen die van invloed zijn op de effectieve vraag, de gewenste uitbreidingsinvesteringen.
- O staat voor de (voorgenomen) overheidsbestedingen van de overheid, uitgesplitst in overheidsinvesteringen en overheidsconsumptie.
- (E - M) staat voor het saldo van de (voorgenomen) vraag in en uit het buitenland. Hierbij staat E voor export en M voor import. Omdat de import niet wordt meegeteld bij de (binnenlandse) effectieve vraag, bestaat de effectieve vraag met betrekking tot het buitenland uit het saldo van (E - M).

Er zijn nu twee mogelijkheden:
- Consumenten, bedrijven, overheid en buitenland besteden minder bij de bedrijven dan die bedrijven ex ante hadden verwacht. Achteraf, ex post, blijkt de effectieve vraag in dit geval kleiner te zijn dan feitelijke productieomvang. Bij de bedrijven lopen de voorraden op, zodat sprake is van 'gedwongen voorraadvorming'. Dit zijn goederen die wel zijn geproduceerd om te worden gekocht door gezinnen, (andere) bedrijven, overheid en buitenland, maar niet zijn verkocht.
- Overtreft daarentegen de effectieve vraag (ex ante) de productieomvang (ex post) dan besteden de vraagsectoren meer bij de bedrijven dan die bedrijven hadden verwacht. Achteraf blijkt de effectieve vraag in dit geval groter te zijn dan feitelijke productieomvang. Om toch aan de vraag te kunnen voldoen zullen bedrijven gedwongen moeten interen op hun eerder geproduceerde voorraad. Er is sprake van een gedwongen voorraadafname.

### Ex post
Gezien de definitie van 'voorgenomen' in het begrip effectieve vraag kunnen de vraagsectoren gezinnen, overheid en buitenland achteraf gezien (ex post) via de voorraadverandering hun voorgenomen bestedingen steeds realiseren. Er geldt dan ook Cex ante = Cex post, Oex ante = Oex post, Eex ante = Eex post en Mex ante = Mex post. Die gelijkheid geldt echter niet voor de bedrijven. Hun oorspronkelijk gewenste investeringen bestonden uit hun uitbreidingsinvesteringen. Ook die kunnen worden gerealiseerd door de aanpassing van de voorraden.
Ex post geldt dan ook 
W = C + (I + VM) + O + (E - M)
- W staat voor (waarde van de) productie, de gerealiseerde productieomvang.
- I bestaan ook hier uit de uitbreidingsinvesteringen.
- VM zijn de gedwongen voorraadmutaties. Dit noemt men ook wel de investeringen in vlottende activa.

Omdat tevens geldt dat de waarde van de productie W gelijk is aan de hoogte van het nationaal inkomen Y (W = Y is een macro-economische identiteit) geldt ex post eveneens
Y = C + (I + VM) + O + (E - M)

### Aanpassing
Volgens Keynes zullen bedrijven bij een effectieve vraag die zowel groter als kleiner is dan de door hen gerealiseerde productieomvang hun voorgenomen productie voor de volgende periode aanpassen. In het eerste geval (EV < W) zal die naar beneden worden bijgesteld, in het tweede geval (EV > W) zal juist meer worden geproduceerd. Dit proces van aanpassing door bedrijven gaat door totdat de economie in evenwicht is. Dit wil zeggen dat de productie het niveau bereikt waarbij alle vraagsectoren hun voorgenomen (effectieve) vraag ook daadwerkelijk kunnen verwezenlijken. Dit betekent voor de bedrijven dat er achteraf geen gedwongen voorraadaanpassingen nodig zijn. In het evenwicht moet ex post gelden dat VM = 0 (nul). Deze conjuncturele situatie noemde Keynes het inkomensevenwicht. Door de gedwongen voorraadmutaties geldt achteraf altijd dat EV = Wex post. Echter alleen in het inkomensevenwicht geldt dat Wex ante = Wex post. De dubbele gelijkheid EV = Wex ante = Wex post, noemde Keynes in zijn macro-economisch stelsel van vergelijkingen daarom de evenwichtsvergelijking. In veel leerboeken wordt de vergelijking EV = Wex ante = Wex post vereenvoudigd tot EV = W. Dit kan tot verwarring leiden, omdat door de vereenvoudiging niet meer duidelijk is dat de vergelijking EV = W de bijzondere situatie beschrijft waarbij de wensen van de vraagsectoren volledig kunnen worden gerealiseerd zonder dat bedrijven worden gedwongen tot het doen van voorraadaanpassingen.
Als de economie zich in een inkomensevenwicht bevindt, is er voor vraagsectoren geen reden hun gedrag te wijzigen. Alle sectoren kunnen immers hun wensen realiseren. Het niveau van de effectieve vraag, en daarmee de productieomvang, zal dan ook niet veranderen. De overheid kan dit productieniveau echter ongewenst vinden, bijvoorbeeld omdat er bij dat inkomensevenwicht een grote conjuncturele werkloosheid heerst. Zij kan de effectieve vraag, en daarmee de hoogte van het nationaal product en het nationaal inkomen, echter alleen veranderen door de vraagcomponenten actief te beïnvloeden. In dit geval zou de effectieve vraag dus actief moeten worden gestimuleerd om de conjuncturele werkloosheid te bestrijden.
Als de effectieve vraag toeneemt, zal, ceteris paribus, de werkgelegenheid toenemen. Want hoe meer goederen en diensten er worden gevraagd, des te meer de productiecapaciteit wordt bezet en des te groter de werkgelegenheid zal zijn. De effectieve vraag bepaalt in dit model de hoogte van het nationaal product en daarmee het nationaal inkomen. De begrenzing van dit model wordt uiteindelijk bepaald door de productiecapaciteit bij normale bezetting. Overigens heeft Keynes daarover in zijn model geen expliciete uitspraken gedaan. De productiecapaciteit is later toegevoegd.
De overheid kan in dit model de economie alleen effectief stimuleren bij onderbesteding. Dan is het door de effectieve vraag bepaalde inkomensevenwicht lager dan de productiecapaciteit bij normale bezetting. De stimulerende overheidsmaatregelen kunnen dan leiden tot een reële stijging van de productie en dus van het nationaal inkomen. Als het door de effectieve vraag bepaalde inkomensevenwicht echter groter is dan de productiecapaciteit bij normale bezetting, dus bij overbesteding), dan leidt het stimuleren van de effectieve vraag tot een louter nominale toename van het nationaal inkomen. De stijging wordt dan uitsluitend veroorzaakt door bestedingsinflatie, niet door een toename van de reële productie. De economie raakt nog verder oververhit. In Nederland gebeurde dit bijvoorbeeld tijdens de laatste jaren van het Kabinet-Kok II (1998-2002), zij het als onbedoeld neveneffect.